# Saint-Germain-sur-Ille
Saint-Germain-sur-Ille település Franciaországban, Ille-et-Vilaine megyében. Lakosainak száma 1023 fő (2022. január 1.). Saint-Germain-sur-Ille Chevaigné, Melesse, Saint-Aubin-d’Aubigné és Saint-Médard-sur-Ille községekkel határos.

## Népesség
A település népessége az elmúlt években az alábbi módon változott:
| Lakosok száma | 532  | 649  | 693  | 872  | 877  | 907  | 925  | 962  | 982  | 1023 |
|               | 1968 | 1982 | 1990 | 2006 | 2013 | 2015 | 2017 | 2019 | 2020 | 2022 |